# Отдел Q
«Отдел Q» (дат. «Afdeling Q»), также «Департамент Q» и «Мистериум», — детективная книжная серия датского писателя Юсси Адлер-Ольсена. Сюжет повествует о детективах Карле Мёрке и Хафезе Асаде, работающих в специальном подразделении полиции — Отделе Q, занимающемся расследованием нераскрытых дел в Дании. По состоянию на 2025 год серия включает 11 романов, а также экранизации — шесть частей датской киноадаптации и британский сериал от Netflix.

## Серия книг
| Год  | Роман                      | Оригинальное название  | Русское издание                                                                                                  |
| ---- | -------------------------- | ---------------------- | --- |
| 2007 | Женщина в клетке           | Kvinden i buret        | Первый выпуск: Эксмо, 2012. — ISBN 978-5-699-55366-2 Переиздание: Азбука-Аттикус, 2021. — ISBN 978-5-389-18110-6 |
| 2008 | Охотники на фазанов        | Fasandræberne          | Первый выпуск: Эксмо, 2012. — ISBN 978-5-699-56436-1 Переиздание: Азбука-Аттикус, 2021. — ISBN 978-5-389-18111-3 |
| 2009 | Тьма в бутылке             | Flaskepost fra P       | Первый выпуск: Эксмо, 2013. — ISBN 978-5-699-68399-4 Переиздание: Азбука-Аттикус, 2021. — ISBN 978-5-389-18114-4 |
| 2010 | Журнал 64                  | Journal 64             | Первый выпуск: Эксмо, 2015. — ISBN 978-5-699-82906-4 Переиздание: Азбука-Аттикус, 2022. — ISBN 978-5-389-18115-1 |
| 2012 | Эффект Марко               | Marco effekten         | Первый выпуск: Эксмо, 2017. — ISBN 978-5-699-99374-1                                                             |
| 2014 | Без предела                | Den grænseløse         | Первый выпуск: Эксмо, 2018. — ISBN 978-5-04-091076-2                                                             |
| 2016 | Селфи                      | Selfies                | Первый выпуск: Эксмо, 2020. — ISBN 978-5-04-097228-9                                                             |
| 2019 | Жертва 2117                | Offer 2117             | Первый выпуск: Азбука-Аттикус, 2022. — ISBN 978-5-389-18117-5                                                    |
| 2021 | Хлорид натрия              | Natrium Chlorid        | |
| 2023 | Семь кв. метров под замком | 7 m2 med lås           | |
| 2025 | Мёртвые души не поют       | Døde sjæle synger ikke | |

«Женщина в клетке»
После трагичного инцидента детектива Карла Мёрка переводят в новый Отдел по нераскрытым делам. Вместе с помощником сирийцем Хафезом Ассадом он начинает расследовать пропажу женщины, произошедшее пять лет назад.
«Охотники на фазанов»
Два десятилетия назад произошло двойное убийство, которое было быстро раскрыто. Однако, спустя годы, это дело попадает в руки Карла Мёрка и его команды. Они обнаруживают новые улики, ставящие под сомнение официальную версию произошедшего.
«Тьма в бутылке»
На берег выбросило бутылку с посланием, написанное кровью. Отдел Q начинает расследование, которое приводит к серии исчезновений детей, связанные с религиозными общинами.
«Журнал 64»
Расследуется дело об исчезновениях женщин времён 1960-х.
«Эффект Марко»
Мальчик по имени Марко становится свидетелем убийства, после чего оказывается в бегах. Карл Мёрк и его команда пытаются найти его, одновременно расследуя преступления его семьи.
«Без границ»
Отдел Q расследует убийство женщины, которое приводит их к религиозной секте.
«Селфи»
Команда расследует недавнее убийство женщины, подозрительно напоминающее дело десятилетней давности.
«Жертва 2117»
Публикация фотографии тела сирийской беженки вызывает общественный резонанс и запускает цепь событий, затрагивающие прошлое Асада.
«Хлорид натрия»
Команда расследует серию самоубийств, объединённых общей деталью — присутствием хлорида натрия (поваренной соли) на местах происшествий.
«Семь кв. метров под замком»
Карла Мёрка арестовывают по обвинению в убийстве и наркоторговле. Оставшиеся члены Отдела Q — Асад, Роуз и Гордон — начинают собственное расследование.
«Мёртвые души не поют»
Книга написана совместно с Лине Хольм и Стине Больтер. После ухода из полиции Карл получает таинственную аудиозапись. Это событие вынуждает его временно вернуться к расследованиям и объединиться с бывшими коллегами.

## Экранизации

### Киносерия (2013)
Первые четыре фильма были сняты компанией Zentropa с продюсерами Петером Ольбек Йенсеном и Луизой Вест. В них главные роли сыграли Николай Ли Кос (Карл Мёрк) и Фарес Фарес (Хафез Асад).
Несмотря на коммерческий успех, автор книжной серии был недоволен кастингом и качеством фильмов, что поспособствовало переходу прав к компании Nordisk Film и к продюсеру Микаэлю Риксу. Соответственно, в новых частях сыграл Ульрих Томсен (Карл Мёрк), а роль Асада — Заки Юссеф (в «Эффект Марко») и Афшин Фирузи (в «Без границ» и далее).
Фильмы этой серии выходили под локализированным названием «Мистериум».